# Scuole per sordi in Canada
Le scuole per sordi in Canada sono i luoghi d'istruzione e di educazione per bambini e ragazzi sordi.
Oggi in Canada le scuole per sordi sono tuttora attivi.
Il metodo d'insegnamento è il bilinguismo, applicato in quasi tutte le scuole per sordi canadesi. I partecipanti educatori per sordi canadesi rifiutarono la decisione del Congresso di Milano del 1880 al metodo dell'oralismo puro. Nelle scuole si insegnano due lingue dei segni: il quebechese (LSQ) e l'americana (ASL).

## Scuole in attività
| Scuola o istituto                        | Anno di fondazione | Provincia o Territorio | Città      |
| ---------------------------------------- | ------------------ | ---------------------- | ---------- |
| Alberta School for the Deaf              | 1956               | Alberta                | Edmonton   |
| British Columbia School for the Deaf     | 1915               | Columbia Britannica    | Burnaby    |
| E. C. Drury School for the Deaf          | 21 aprile 1963     | Ontario                | Milton     |
| MacKay School for the Deaf               | 1964               | Québec                 | Montréal   |
| Manitoba School for the Deaf             | ?                  | Manitoba               | Winnipeg   |
| Metro Toronto School for the Deaf        | 1962               | Ontario                | Toronto    |
| Montreal Institute for the Deaf and Mute | 1848               | Québec                 | Montreal   |
| Robarts School for the Deaf              | 1973               | Ontario                | London     |
| Sir James Whitney School for the Deaf    | 20 ottobre 1870    | Ontario                | Belleville |

## Scuole soppresse
| Scuola o istituto                | Anno di fondazione | Anno di chiusura | Provincia o Territorio | Città        |
| -------------------------------- | ------------------ | ---------------- | ---------------------- | ------------ |
| Halifax School for the Deaf      | 4 agosto 1856      | 1961             | Nuova Scozia           | Halifax      |
| Newfoundland School for the Deaf | 1964               | 2010             | Terranova e Labrador   | Saint John's |